# Bubaque Airport
Bubaque Airport är en flygplats i Guinea-Bissau.   Den ligger i regionen Bolama-Bijagós, i den sydvästra delen av landet, 70 km söder om huvudstaden Bissau. Bubaque Airport ligger 22 meter över havet. Den ligger på ön Ilha de Bubaque.
Terrängen runt Bubaque Airport är mycket platt. Havet är nära Bubaque Airport norrut. Runt Bubaque Airport är det glesbefolkat, med 18 invånare per kvadratkilometer. Närmaste större samhälle är Bubaque, 1,6 km söder om Bubaque Airport. 